# Milltown (wieś w stanie Wisconsin)
Milltown – wieś w Stanach Zjednoczonych, w stanie Wisconsin, w hrabstwie Polk.